# Crataegus harbisonii
Espèce
Statut de conservation UICN

 CR  : 
En danger critique
Crataegus harbisonii, l'Aubépine de Harbinson est une espèce d'arbuste de la famille des Rosaceae.

## Répartition
Ce taxon se rencontre aux États-Unis, Tennesse.

## Systématique
Le nom correct complet (avec auteur) de ce taxon est Crataegus harbisonii Beadle.